# Česká Lípa-i járás

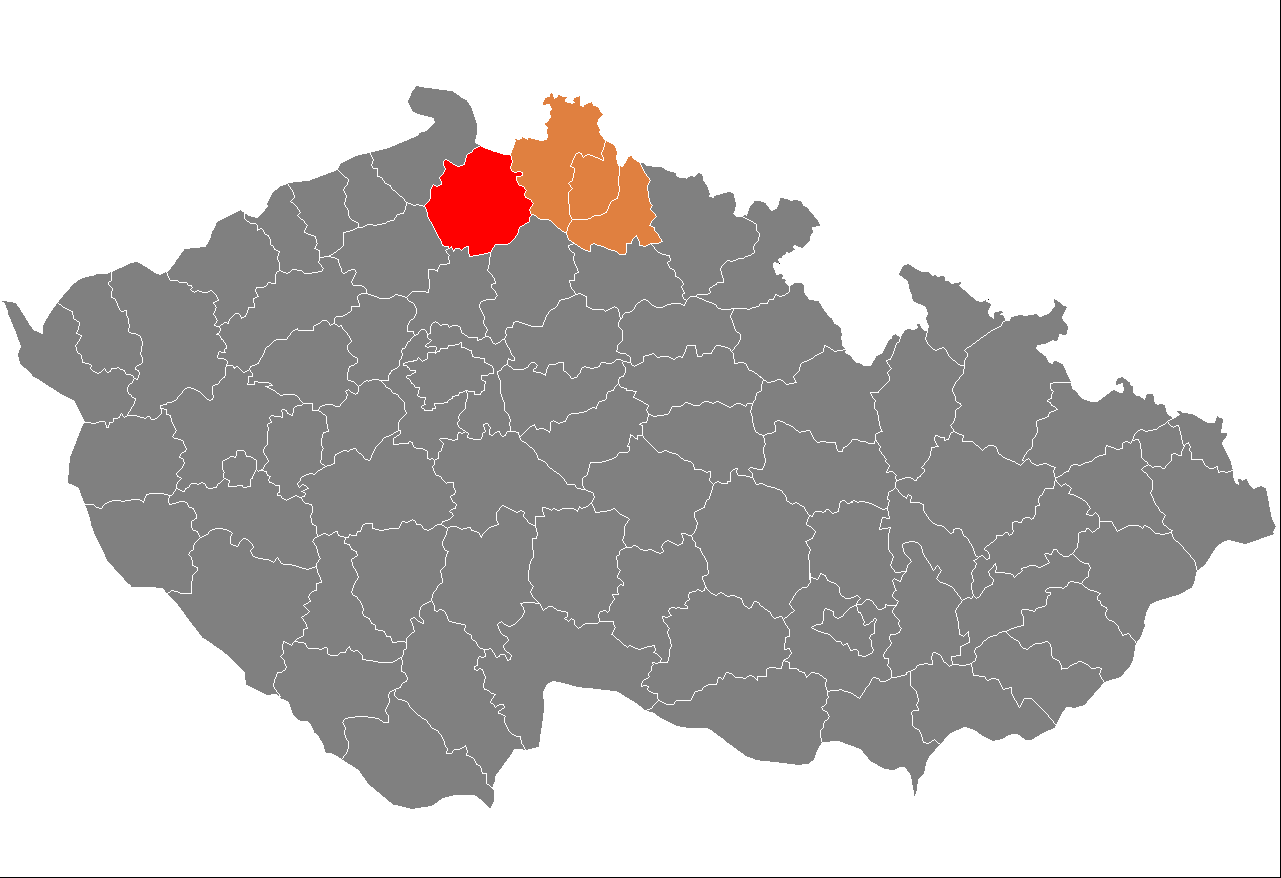
A Česká Lípa-i járás

A Česká Lípa-i járás (csehül: Okres Česká Lípa) közigazgatási egység Csehország Libereci kerületében. Székhelye Česká Lípa. Lakosainak száma 105 662 fő (2009). Területe 1072,91 km².

## Városai, mezővárosai és községei
A városok félkövér, a mezővárosok dőlt, a községek álló betűkkel szerepelnek a felsorolásban.

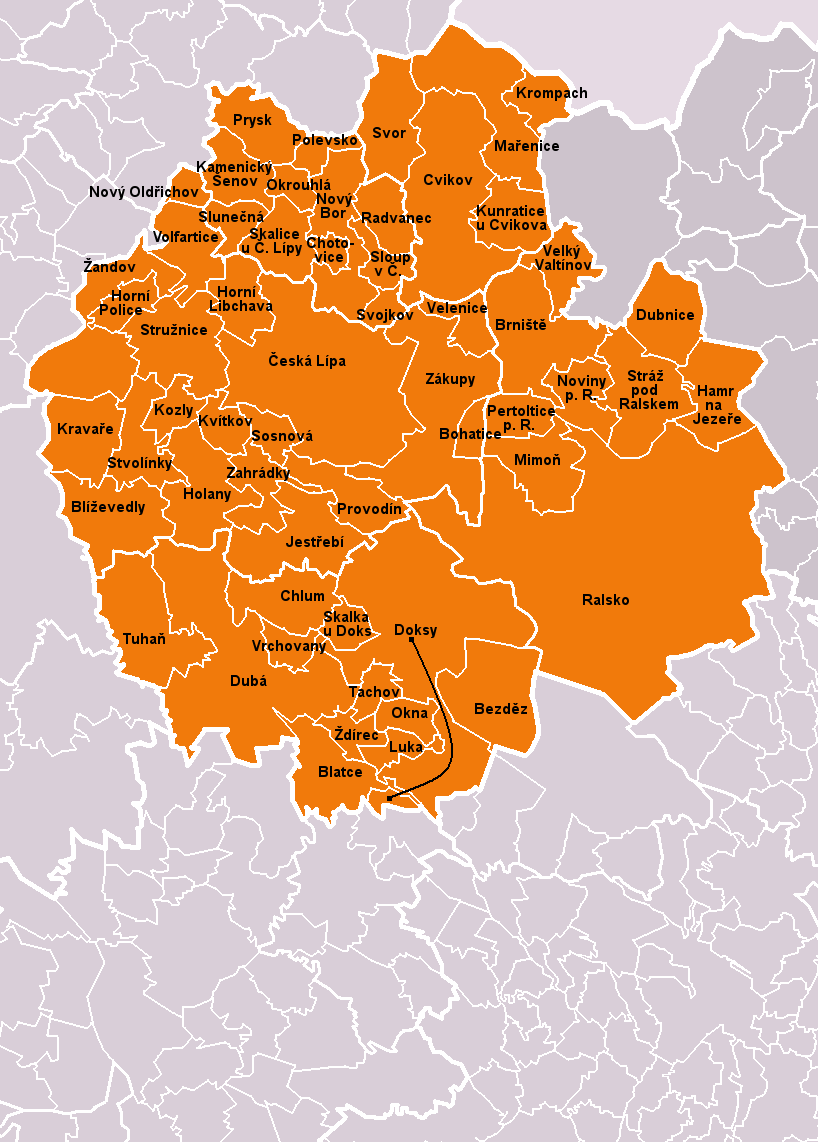
A Česká Lípa-i járás települései

Bezděz •
Blatce •
Blíževedly •
Bohatice •
Brniště •
Česká Lípa •
Chlum •
Chotovice •
Cvikov •
Doksy •
Dubá •
Dubnice •
Hamr na Jezeře •
Holany •
Horní Libchava •
Horní Police •
Jestřebí •
Kamenický Šenov •
Kozly •
Kravaře •
Krompach •
Kunratice u Cvikova •
Kvítkov •
Luka •
Mařenice •
Mimoň •
Noviny pod Ralskem •
Nový Bor •
Nový Oldřichov •
Okna •
Okrouhlá •
Pertoltice pod Ralskem •
Polevsko •
Provodín •
Prysk •
Radvanec •
Ralsko •
Skalice u České Lípy •
Skalka u Doks •
Sloup v Čechách •
Slunečná •
Sosnová •
Stráž pod Ralskem •
Stružnice •
Stvolínky •
Svojkov •
Svor •
Tachov •
Tuhaň •
Velenice •
Velký Valtinov •
Volfartice •
Vrchovany •
Zahrádky •
Zákupy •
Žandov •
Ždírec

## Fordítás
- Ez a szócikk részben vagy egészben  a(z)   Česká Lípa District című angol Wikipédia-szócikk ezen változatának fordításán alapul.  Az eredeti cikk szerkesztőit annak laptörténete sorolja fel. Ez a jelzés csupán a megfogalmazás eredetét és a szerzői jogokat jelzi, nem szolgál a cikkben szereplő információk forrásmegjelöléseként.
- Ez a szócikk részben vagy egészben  az   Okres Česká Lípa című cseh Wikipédia-szócikk ezen változatának fordításán alapul.  Az eredeti cikk szerkesztőit annak laptörténete sorolja fel. Ez a jelzés csupán a megfogalmazás eredetét és a szerzői jogokat jelzi, nem szolgál a cikkben szereplő információk forrásmegjelöléseként.